# Марчук, Борис Юрьевич
Бори́с Ю́рьевич Марчу́к (род. 22 февраля 1951) — российский дипломат. Чрезвычайный и полномочный посол (2019).

## Биография
Окончил Московский государственный педагогический институт иностранных языков им. Мориса Тореза (1973). На дипломатической работе с 1973 года.
- В 1975—1980 годах — сотрудник Посольства СССР в Великобритании.
- В 1983—1988 годах — сотрудник Посольства СССР в США.
- В 1992—1997 годах — сотрудник Посольства России в США.
- В 1997—1999 годах — начальник отдела Департамента Северной Америки МИД России.
- В 1999—2006 годах — старший советник Посольства России в США.
- В 2006—2010 годах — директор Департамента государственного протокола МИД России.
- С 10 сентября 2010 по 12 декабря 2014 года— чрезвычайный и полномочный посол Российской Федерации на Мальте[1][2].
- С 17 декабря 2015 по 1 октября 2018 года — чрезвычайный и полномочный посол Российской Федерации в Панаме[3][4].

## Дипломатический ранг
- Чрезвычайный и полномочный посланник 2 класса (24 октября 2007)[5].
- Чрезвычайный и полномочный посланник 1 класса (9 апреля 2013)[6].
- Чрезвычайный и полномочный посол (11 июня 2019)[7].

## Семья
Женат, имеет дочь.

## Награды
- Медаль ордена «За заслуги перед Отечеством» II степени (6 апреля 2004) — За большой вклад в разработку и реализацию внешнеполитического курса Российской Федерации[8].